# والاشان
والاشان روستایی است از توابع شهرستان بروجرد در استان لرستان. این روستا در دهستان همت‌آباد در بخش مرکزی این شهرستان قرار دارد.

## جمعیت
بنابر سرشماری مرکز آمار ایران، جمعیت والاشان در سال ۱۳۸۵ برابر با ۳۵۴ نفر بوده‌است که از این میان ۱۸۹ نفر مرد و بقیه زن بوده‌اند. این روستا ۹۳ خانوار دارد.